# Délégation d'Ascoli

La délégation apostolique d'Ascoli fut une subdivision administrative de l’état pontifical, institué en 1816 par le pape Pie VII dans le territoire des Marches. Dans sa conformation définitive de 1831, elle confinait au nord avec les délégations de Fermo, Macerata et Camerino, à l’est avec la mer Adriatique, à l’ouest avec la délégation de Spoleto et au sud avec le royaume des Deux-Siciles.
C’était une délégation de 2e classe.

## Histoire

### Origine et institution
Dans le contexte de la réorganisation territoriale voulue motu proprio par Pie VII après la restauration du 6 juillet 1816, la délégation d’Ascoli réunit le territoire de l’antique  Comité ascolien (État d’Ascoli) et du décanat Sixtine de Montalto delle Marche (État de Montalto).

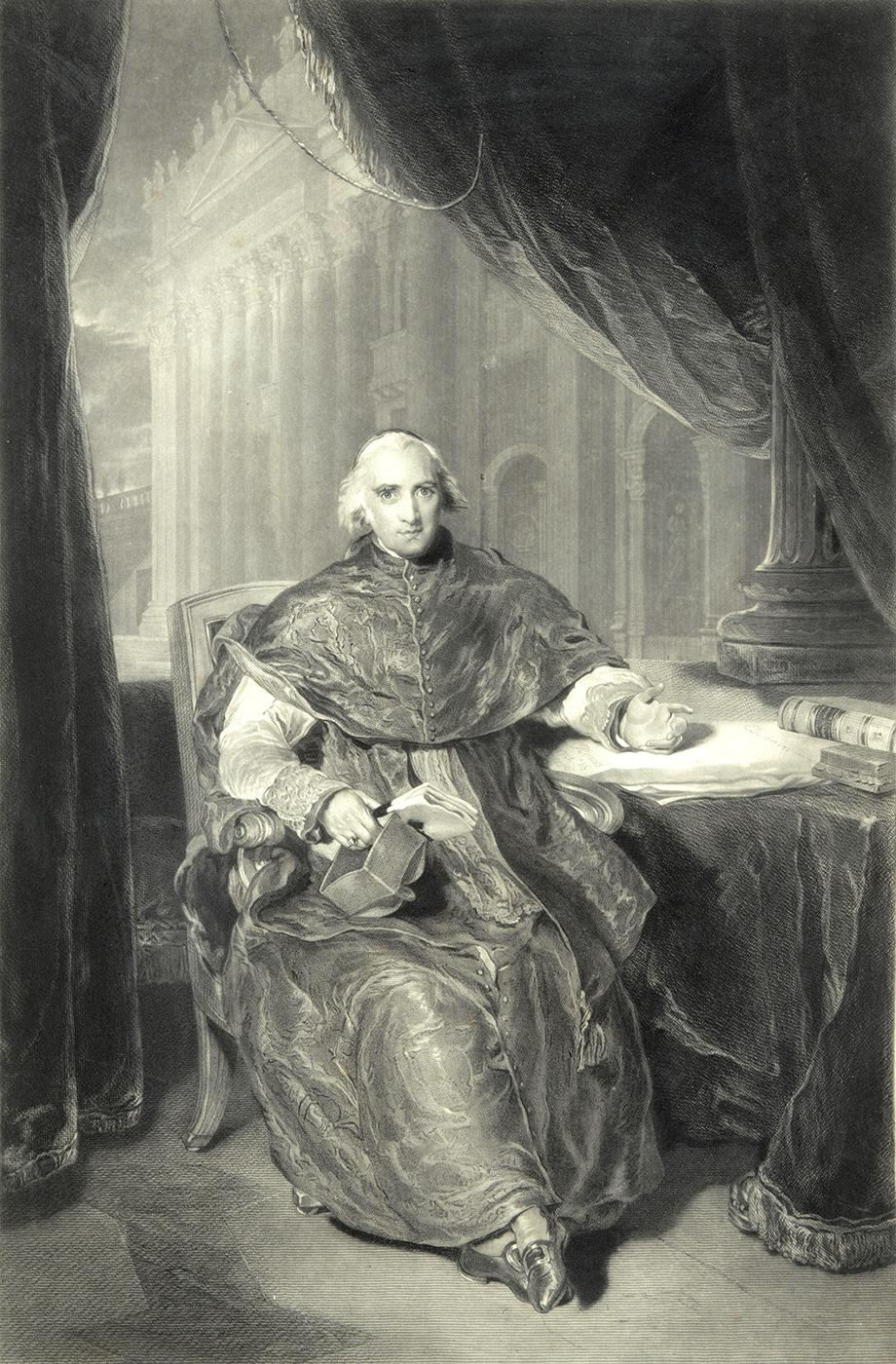
Ercole Consalvi

L'édit du cardinal secrétaire d'État Ercole Consalvi, publié le 26 novembre 1817 (avec effet à partir du 1er janvier 1818), modifie les frontières de la province, cédant des communes à la délégation de Fermo, ainsi que deux annexions importantes: celle d’Arquata de la délégation de Spoleto et celle d’Amandola de la délégation de Macerata.

### Union avec la délégation de Fermo
L’histoire de la délégation d’Ascoli est intimement liée à celle de la délégation de Fermo par le motu proprio de Léon XII (5 octobre 1824) qui, en réformant l’ordre territorial de l’État de l’Église, unifia les deux provinces dans la délégation apostolique de Fermo et Ascoli (it). La nouvelle délégation avait deux chefs-lieux : le légat résidait à Fermo, alors qu’à Ascoli siégeait un lieutenant.

### Nouvelle séparation
La circonscription est dissoute à cause des mouvements insurrectionnels de 1831, par ordre du général Giuseppe Sercognani (it) (23 janvier). Même après le rétablissement du gouvernement pontifical, la dissolution fut maintenue. Le 5 juillet,Grégoire XVI confirma la séparation dans un édit signé par le secrétaire d’État Tommaso Bernetti.

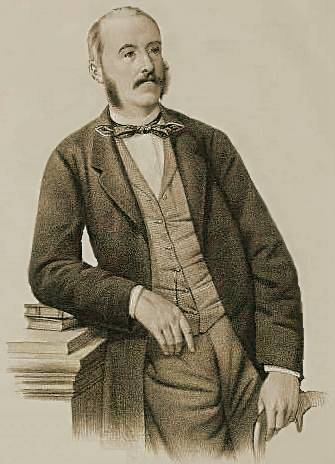
Le premier ministre Marco Minghetti

### Légation des Marches
le 22 novembre 1850, Pie IX, de retour d’exil de Gaeta, réforma l’organisation territoriale de l’État de l’Église en regroupant toutes les précédentes provinces en quatre grandes légations, plus la circonscription de Rome (États pontificaux). Les délégations des Marches, dont Ascoli, furent insérées dans la Légation des Marches (II Légation).

### Cession d’Ancarano
En modifiant les confins après l'unification des délégations en 1824, Léon XII avait attribué à la province une conformation territoriale sensiblement similaire à celles qu’il aurait maintenues de 1860 à 2004, avec l’unique exception de la commune de Ancarano (Abruzzes)  et quelques hameaux voisins. En 1840, Ancarano fut cédé au royaume des Deux-Siciles, et les hameaux redistribués entre Acquasanta Terme, Arquata del Tronto et Valle Castellana. La rectification advient après un traité de régularisation des confins, stipulée par Grégoire XVI et Ferdinand II en 1840, mais appliqué seulement en 1852.

### Transformation en provinces italienne et annexion de Fermo
le Piceno parvient néanmoins à l’annexer à l'Italie divisé en deux provinces : Ascoli, la plus ouvertement unifiée et Fermo, la plus hésitante qui, stimulée par les poussées réactionnaires et par l’opposition de l’archevêque Filippo de Angelis, s’était soumise au plébiscite avec peu de conviction, mais décrétant cependant l’annexion à une large majorité. Alors qu’il s’agissait de réordonner les provinces du royaume, le gouvernement piémontais préféra unifier Fermo à Ascoli créant ainsi la province de Ascoli Piceno (décret Minghetti du 22 décembre 1860), tout en maintenant deux circonscriptions à la place des délégations précédentes.

## Territoire et population
La division du Piceno entre Ascoli et Fermo provient de leur représentation pontificale, même si celles-ci ne correspondent pas aux provinces modernes. Par rapport à la configuration historique, on note deux changements importants : la perte des communes de Amandola et Montefortino, tombés sous la juridiction de Fermo, et l’achat de Montefiore dell'Aso et des six communes de l'ex-arrondissement de Ripatransone (Carassai, Cossignano, Cupra Marittima, Grottammare, Massignano, Ripatransone), historiquement de Fermo mais restés en province de Ascoli Piceno après 2004.

### Démographie
La légère diminution territoriale de la province de Fermo, par rapport à l’ancienne délégation, ne coïncide par avec l’augmentation de celle d’Ascoli à cause de la cession d’Ancarano et de l’échange de hameaux sous le royaume des Deux-Siciles en 1852. La délégation d’Ascoli avait 69.058 habitants en 1816 et 78.946 en 1833. Le chef-lieu comptait 12 351 habitants en 1816 et 11 993 en 1833.

## Source de traduction
- (it) Cet article est partiellement ou en totalité issu de l’article de Wikipédia en italien intitulé « delegazione apostolica di Ascoli » (voir la liste des auteurs) le 13/07/2012.